# Crepidorhopalon malaissei
Crepidorhopalon malaissei är en tvåhjärtbladig växtart som beskrevs av E. Fischer. Crepidorhopalon malaissei ingår i släktet Crepidorhopalon och familjen Linderniaceae. Inga underarter finns listade i Catalogue of Life.